# Le Vigean
Le Vigean é uma comuna francesa na região administrativa de Auvérnia-Ródano-Alpes, no departamento de Cantal. Estende-se por uma área de 28,57 km². Em 2010 a comuna tinha 845 habitantes (densidade: 29,6 hab./km²).